# Antoni Ros Blasco
Pour les articles homonymes, voir Blasco.
Antoni Ros Blasco, né le 12 novembre 1950, à Barcelone, est un peintre catalan, un des deux premiers non-français, avec la compositrice japonaise Kimi Satō à réussir le concours de la Villa Médicis en 1984.

## Caractéristiques de son œuvre
Son sujet, « c’est la vie et la mort…l’être humain, la vie traduite par des figures totémiques ». Son œuvre « hautement symbolique s'origine dans la pensée mythique. Comme elle, bipolaire, elle se joue des contraires. D'un côté la nuit, l'enfer, de l'autre la vie, la lumière, l'esprit. ... ». Il peint notamment des figures d'oiseaux.
Son travail, sur des grands formats, à la peinture à l'huile, est gestuel, et représente des formes géométriques, il refuse de prendre position entre l’abstrait et le figuratif. Elles sont à la fois sobre et empreinte d'une force symbolique.
« Les grands tableaux d'Antoni Ros Blasco atteignent une puissance énigmatique.  Une sécheresse volontaire accentue parfois la ligne. ... Le peintre connaît les effets du geste, les charmes de la matière mais il ne laisse plus la peinture à l'huile nous prendre à l'apparence chatoyante des beautés qui figent. Nudité du vide et rectitude de la géométrie » (6bis Jean-Pascal Léger).
Dans son œuvre « Ferraille », une de ses peintures préférées, sur une toile blanche, brute de grand format, une tache noire un peu épaisse dégouline. Il la décrit en ces mots : « Je l’ai appelé ferraille, car cette forme se situe entre peinture et sculpture. Elle s’affirme comme une présence un peu usée, un peu rouillée. Sans doute fait-elle référence à mes doutes face à la peinture à une période de ma vie. Cette forme noire, qui rappelle une tête de mort ou un crâne d’animal, revient souvent dans mes peintures récentes, elle me hante. Mais j’espère que ce symbole personnel touche chacun de nous. ».
Comme Pierre Tal Coat, il travaille sur le thème de la faille.

## Biographie
Il naît en 1950 à Barcelone, en Catalogne.
De 1966 à 1971 il fait des études de dessin et d'expression plastique à la Escola Massana de Barcelone, et de graphisme et publicité à l'École Supérieure de Design et d'Art Llotja de Barcelone. De 1969 à 1974 Antoni Ros Blasco étudie à l'École Supérieure des beaux-arts de Barcelone où il obtient le diplôme de professeur de dessin et de peinture. Il complète ensuite son parcours par le diplôme supérieur de la Faculté des beaux-arts (espagnol : Facultad de Bellas Artes) de l'université de Barcelone.
À la suite d'une bourse du gouvernement français, il se rend en France en 1976, où il se fixe, mais effectue des séjours réguliers à Barcelone. Il suit alors des cours à l'École nationale supérieure des beaux-arts de Paris. Il réussit le concours de l'Académie de France à Rome en 1984 et est pensionnaire de la villa Médicis en 1984 et 1985,.
Il est professeur de peinture aux Ateliers Beaux-Arts de la Ville de Paris,.

## Expositions
- Galerie Jacob, exposition personnelle - Paris  (1981-1984 -1986 -1990, 1993 et 1996) ;
- Villa Médicis, exposition personnelle - Rome, Italie  (1985) ;
- Château de Ratilly, Yonne - France (1986) ;
- Trinity Gallery - Londres UK (1990) ;
- Galerie Ditesheim, exposition personnelle, Neuchâtel, Suisse (1993 et 1999) ;
- Galerie Maeght, Barcelone (1998) ;
- Galerie Sabine Puget, "La traversée", exposition personnelle, Paris (1999) ;
- Musée d'art et d'histoire, Abbaye St. Germain, "Noir et Blanc", Auxerre (2005) ;
- « Rituels », exposition personnelle, Centre d'arts plastiques de Royan 2009[7]. L'espace l'expose de nouveau pendant l'été 2013, dans une rétrospective des artistes qu'elle a exposés[17] ;
- Centre d'Études Catalanes, « l'Oiseau-Temps » , Paris (2010)[7] ;
- Il expose à la galerie Vidal-Saint Phalle du 5 avril au 5 mai 2012[13],[8] ;
- Une exposition monographique lui est consacrée à L'Espal, au Mans du 24 avril au 30 juin 2012[3],[7],[8],[11],[18] ;
- Galerie Christophe Gaillard, "Carte Blanche à Jean Pascal Leger", Paris (2014) ;
- « L'oiseau », Centre d'arts plastiques de Royan 2016[7] ;
- Exposition avec Hiroshi Harada et Michel Salsmann à la galerie Grand E'Terna (21 octobre au 24 novembre 2017), Paris[19].
- Exposition à la galerie Boa, à Paris, du 4 décembre au 31 décembre 2017[20]
- Exposition à la galerie Studio Art Limited avec Swiss Art Value à Genève, du 19 septembre au 1er octobre 2022

## Salons de peinture
- De 1978 à 1996 et de 2005 à 2010 :  : Salon des réalités nouvelles[1].
- Salon de Mai,  Paris - 1992, 2006 et 2008
- Horizon jeunesse, Grand Palais, choisi par le journal Le Monde (J.M. Dunoyer)
- Fiera internazionale di Arte Contemporanea, Stand de la Villa Medicis - Bari, Italie (1985)
- Forum 1988, Hambourg
- Découvertes, stand Galerie Jacob - Grand Palais, Paris (1991)
- SIAC, stand Galerie Jacob, Paris (1995)

## Œuvres

### Peinture
Collections publiques :
- Fonds national d'art contemporain (FNAC) - France ;
- BNP Paribas ;
- Musée des beaux-arts de Rouen ;
- CAP de Royan.

Collections privées : France, Suisse, Espagne, Brésil, Grande-Bretagne, Allemagne, USA, Japon, Hollande et Italie.

### Illustration
- Jean-Pascal Léger (ill. Antoni Ros Blasco), Trois variations, Derrière la vitre (ISBN 978-2-35575-178-3, présentation en ligne) (leporello en édition courante et limitée, poèmes illustré à la gouache par Antoni Ros Blasco. Comporte le DVD vidéo : « Dans l'atelier d'Antoni Ros Blasco » et « Une toile » réalisés par Jean-Louis Léone).
- Littérature en cul de lampe, œuvre l'encre de chine à partir de l'ouvrage "La mort d'Ivan Illitch" de L.Tolstoi -  Revue "Terriers" - 1986
- Revue "Rehauts" n° 18, œuvres à l'encre de chine - 2006
- Revue "Rehauts" n° 26, œuvres à l'encre de chine (hommage à Rafols Casamada) - 2010
- "Le Monde diplomatique" no 685, reproduction d'un tableau - Avril 2011

### Vidéographie
- 2012, Une toile d'Antoni Ros Blasco, 34 minutes, réalisation Jean-Louis Léone ; [voir en ligne]
- 2012, Dans l'atelier d'Antoni Ros Blasco, réalisation Jean-Louis Léone [présentation en ligne]
- 2012, Portrait d'Antoni Ros Blasco, « dans le noir il y a toutes les couleurs »,  Les Quinconces-L'Espal,  [voir en ligne]